# Ambovombe
Ambovombe è un comune rurale (kaominina) del Madagascar meridionale (provincia di Toliara).
È il capoluogo della regione di Androy e del distretto di Ambovombe.
Ha una popolazione di 63 032 abitanti (stima del 2005 ).
Dista circa 110 km dalla città di Taolagnaro a cui è collegata dalla strada nazionale RN 13.
Ogni lunedì la città è sede di un grande mercato di animali .